# آبزرویشن هیل

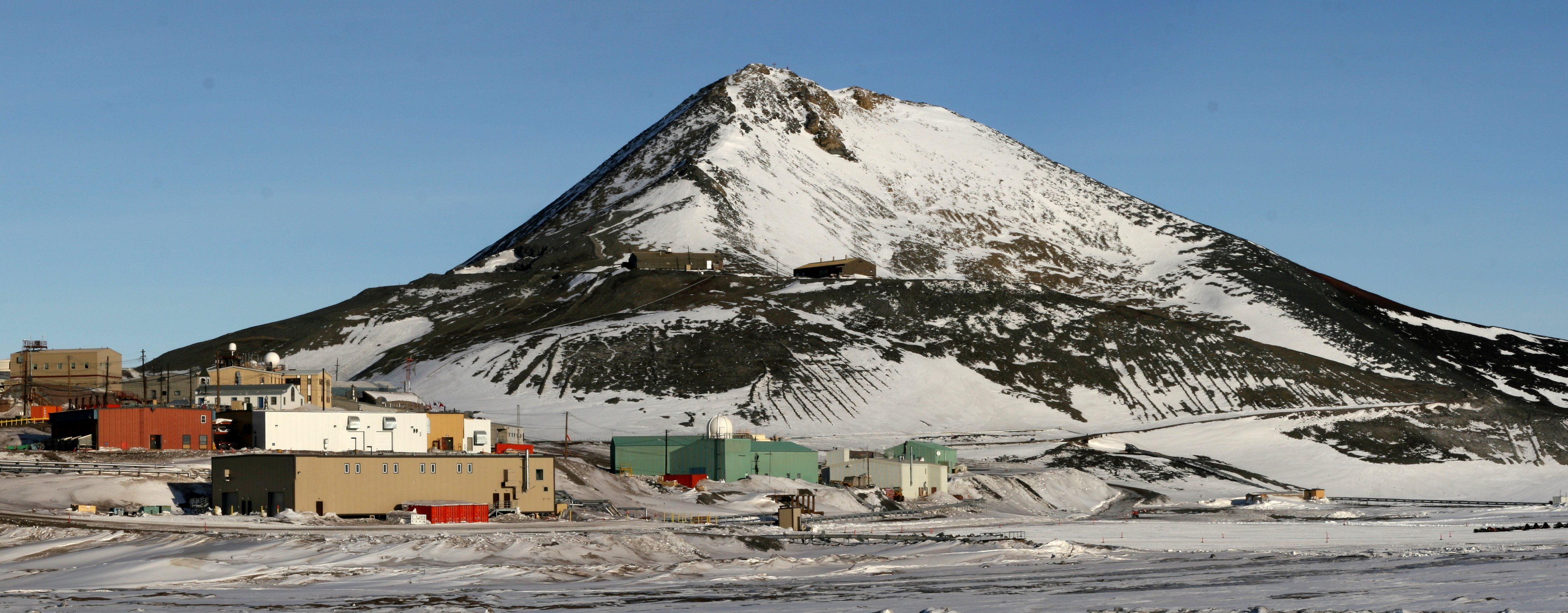
آبزرویشن هیل در هات پوینت.

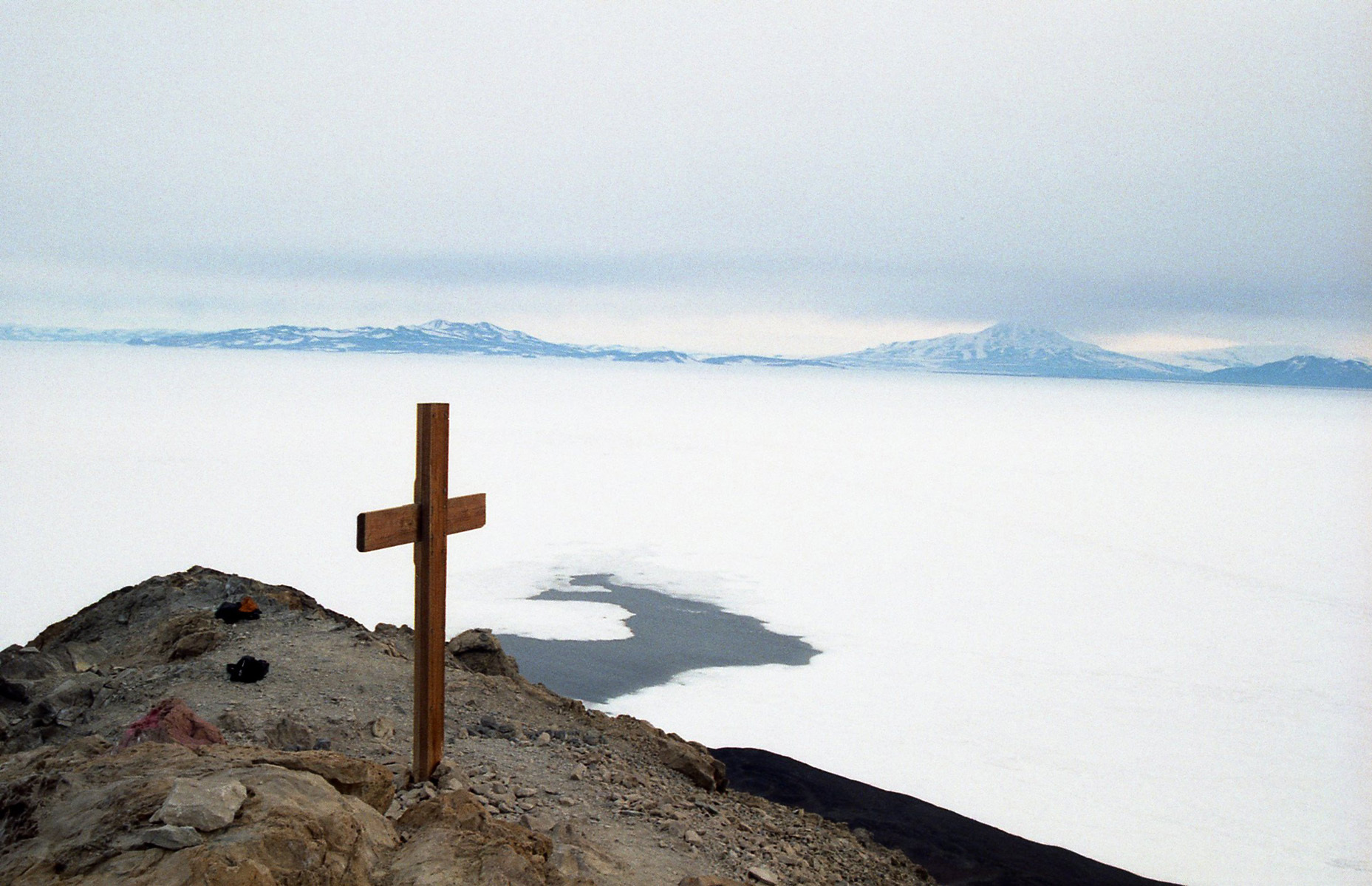

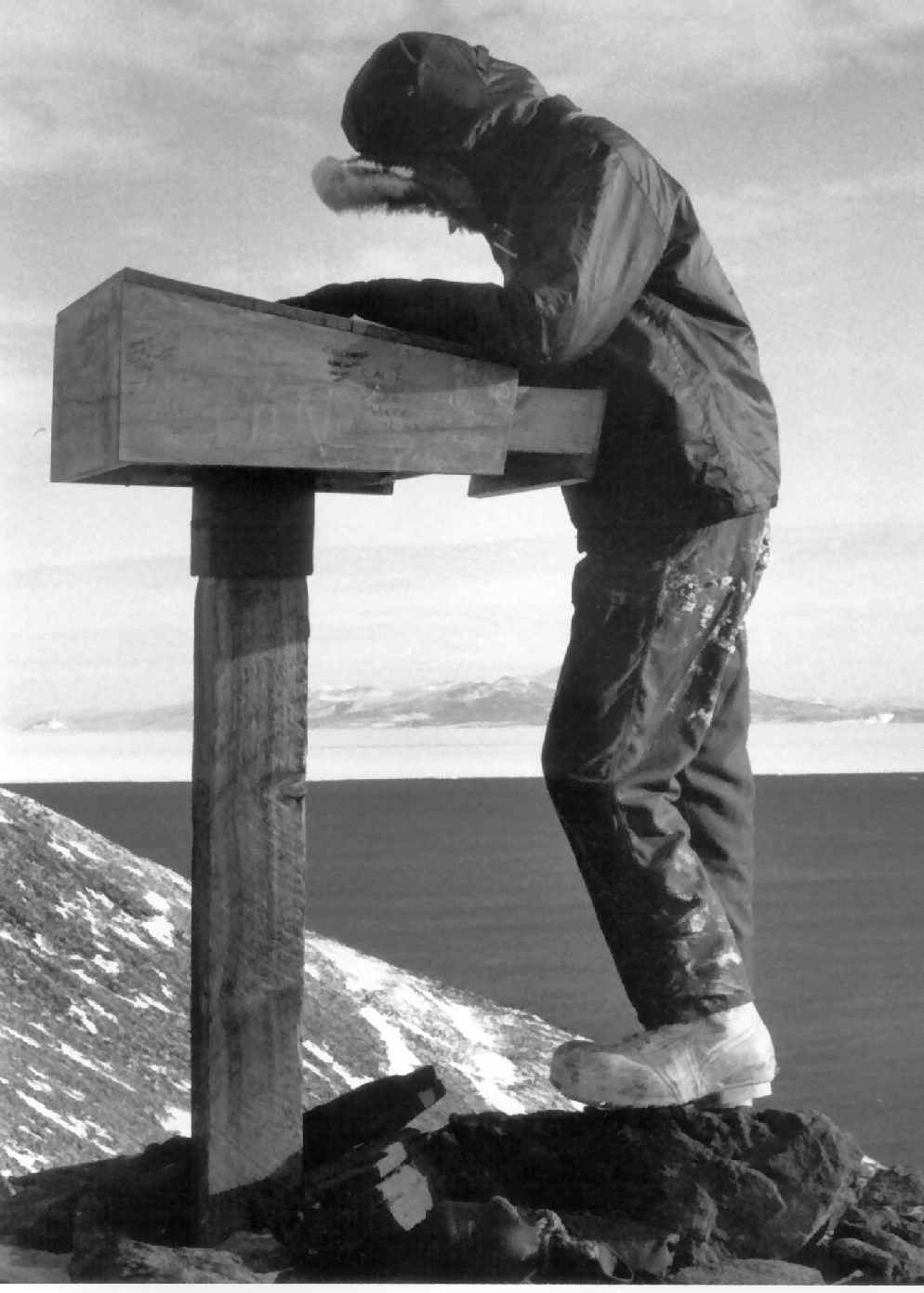

آبزرویشن هیل (انگلیسی: Observation Hill، یعنی تپهٔ مشاهده) تپه‌ای با شیب تند۷۵۴-فوت (۲۳۰-متر) در همسایگی پایگاه مک‌موردو در جنوبگان است و معمولاً با عنوان اب هیل (به انگلیسی: Ob Hill) شناخته می‌شود. گردشگران در این منطقه عموماً از آبزرویشن هیل بالا می‌روند تا بتوانند به همهٔ قاره دید داشته باشند. .
آبزرویشن هیل یک گنبد گدازه و یکی از آتشفشان‌های تشکیل‌دهندهٔ شبه‌جزیرهٔ هات‌پوینت است.